# دانيللي بيريتا
دانيللي بيريتا (بالإيطالية: Daniele Berretta)‏ (8 مارس 1972 بروما في إيطاليا - ) هو لاعب كرة قدم إيطالي في مركز الوسط. شارك مع منتخب إيطاليا تحت 21 سنة لكرة القدم. أما مع النوادي، فقد لعب مع أتالانتا ونادي أنكونا ونادي بريشيا ونادي روما ونادي فيتشينزا ونادي كالياري.